# 西経5度線
西経5度線（せいけい5どせん）は、本初子午線面から西へ5度の角度を成す経線である。北極点から北極海、大西洋、ヨーロッパ、地中海、アフリカ、南極海、南極大陸を通過して南極点までを結ぶ。西経5度線は、東経175度線と共に大円を形成する。

## 通過する地域一覧
西経5度線は、北極点から南極点まで南に向かって以下の場所を通っている。
| 地理座標                                           | 国土・領土・領海 | 備考 |
| -------------------------------------------------- | ---------------- | --- |
| 北緯90度0分 西経5度0分 / 北緯90.000度 西経5.000度  | 北極海           | |
| 北緯81度55分 西経5度0分 / 北緯81.917度 西経5.000度 | 大西洋           | |
| 北緯58度38分 西経5度0分 / 北緯58.633度 西経5.000度 | イギリス         | スコットランド |
| 北緯55度52分 西経5度0分 / 北緯55.867度 西経5.000度 | クライド湾       | ビュート島とカンブレ島（英語版）（ イギリス・スコットランド、北緯55度46分 西経5度0分 / 北緯55.767度 西経5.000度）の間を通過 アラン島（ イギリス・スコットランド、北緯55度33分 西経5度5分 / 北緯55.550度 西経5.083度）のすぐ東を通過 |
| 北緯55度7分 西経5度0分 / 北緯55.117度 西経5.000度  | イギリス         | スコットランド — ストランラー（英語版）（北緯54度54分 西経5度1分 / 北緯54.900度 西経5.017度）のすぐ東を通過 |
| 北緯54度45分 西経5度0分 / 北緯54.750度 西経5.000度 | アイリッシュ海   | カフ・オブ・マン（英語版）（ マン島、北緯54度3分 西経4度49分 / 北緯54.050度 西経4.817度）のすぐ西を通過 バードジー島（英語版）（ イギリス・ウェールズ、北緯52度45分 西経4度48分 / 北緯52.750度 西経4.800度）のすぐ西を通過          |
| 北緯52度1分 西経5度0分 / 北緯52.017度 西経5.000度  | イギリス         | ウェールズ — ハーバーフォードウェスト（英語版）（北緯51度48分 西経4度58分 / 北緯51.800度 西経4.967度）のすぐ西を通過 |
| 北緯51度37分 西経5度0分 / 北緯51.617度 西経5.000度 | ケルト海         | |
| 北緯50度32分 西経5度0分 / 北緯50.533度 西経5.000度 | イギリス         | イングランド — トゥルーロ（北緯50度16分 西経5度3分 / 北緯50.267度 西経5.050度）のすぐ東を通過 |
| 北緯50度9分 西経5度0分 / 北緯50.150度 西経5.000度  | 大西洋           | イギリス海峡 ウェサン島（ フランス、北緯48度28分 西経5度2分 / 北緯48.467度 西経5.033度）のすぐ東を通過 イロワーズ海 ビスケー湾（北緯47度7分 西経5度0分 / 北緯47.117度 西経5.000度から）                                             |
| 北緯43度28分 西経5度0分 / 北緯43.467度 西経5.000度 | スペイン         | アストゥリアス州 カスティーリャ・イ・レオン州 カスティーリャ＝ラ・マンチャ州 エストレマドゥーラ州 アンダルシア州 |
| 北緯36度28分 西経5度0分 / 北緯36.467度 西経5.000度 | 地中海           | アルボラン海 |
| 北緯35度24分 西経5度0分 / 北緯35.400度 西経5.000度 | モロッコ         | |
| 北緯30度10分 西経5度0分 / 北緯30.167度 西経5.000度 | アルジェリア     | |
| 北緯25度6分 西経5度0分 / 北緯25.100度 西経5.000度  | モーリタニア     | 約12km |
| 北緯25度0分 西経5度0分 / 北緯25.000度 西経5.000度  | マリ             | |
| 北緯11度59分 西経5度0分 / 北緯11.983度 西経5.000度 | ブルキナファソ   | |
| 北緯10度4分 西経5度0分 / 北緯10.067度 西経5.000度  | コートジボワール | |
| 北緯5度8分 西経5度0分 / 北緯5.133度 西経5.000度    | 大西洋           | |
| 南緯60度0分 西経5度0分 / 南緯60.000度 西経5.000度  | 南極海           | |
| 南緯70度21分 西経5度0分 / 南緯70.350度 西経5.000度 | 南極大陸         | ドローニング・モード・ランド（ ノルウェーが領有権を主張） |